# Tomas Johansson (snowboardzista)
Tomas Carl-Erik Johansson (ur. 9 marca 1979 w Jukkasjärvi) – szwedzki snowboardzista. Jego najlepszym wynikiem na mistrzostwach świata jest 14. miejsce w halfpipe’ie na mistrzostwach w Madonna di Campiglio. Zajął także 25. miejsce w halfpipe’ie na igrzyskach w Salt Lake City. Najlepsze wyniki w Pucharze Świata osiągnął w sezonie 1999/2000, kiedy to zajął 15. miejsce w klasyfikacji generalnej, a w klasyfikacji halfpipe’a zdobył małą kryształową kulę.
W 2002 r. zakończył karierę.

## Sukcesy

### Igrzyska olimpijskie
| Miejsce | Dzień     | Rok  | Miejscowość    | Konkurencja | Zwycięzca   |
| ------- | --------- | ---- | -------------- | ----------- | ----------- |
| 25.     | 11 lutego | 2002 | Salt Lake City | Halfpipe    | Ross Powers |

### Mistrzostwa Świata
| Miejsce | Dzień       | Rok  | Miejscowość          | Konkurencja | Zwycięzca        |
| ------- | ----------- | ---- | -------------------- | ----------- | ---------------- |
| 14.     | 27 stycznia | 2001 | Madonna di Campiglio | Halfpipe    | Kim Christiansen |

### Puchar Świata

#### Miejsca w klasyfikacji generalnej
- 1997/1998 - 90.
- 1998/1999 - 67.
- 1999/2000 - 15.
- 2000/2001 - -
- 2001/2002 - 33.

#### Miejsca na podium
1. Mont-Sainte-Anne – 19 grudnia 1999 (halfpipe) - 1. miejsce
2. Grächen – 22 stycznia 2000 (halfpipe) - 3. miejsce
3. Tandådalen – 28 stycznia 2000 (halfpipe) - 1. miejsce
4. Sapporo – 19 lutego 2000 (halfpipe) - 2. miejsce
5. Shiga Kōgen – 27 lutego 2000 (halfpipe) - 1. miejsce